# Incident v koloně Jugoslávské lidové armády v Tuzle
Incident v koloně Jugoslávské lidové armády v Tuzle v roce 1992, také známý jako Tuzlanská kolona (srbochorvatsky Tuzlanska kolona, Тузланска колона) byl útokem na 92. motorizovanou brigádu Jugoslávské lidové armády (JNA) v bosenském městě Tuzla dne 15. května 1992. K incidentu došlo na křižovatce silnice ve čtvrti Brčanska Malta. Během útoku bylo zabito nejméně 54 vojáků JNA a 44 zraněno. To, co začalo jako pokojný ústup po dohodě s místními úřady, skončilo přepadením, když Patriotska liga, Zelene beretke a Bosňáci z místní policie na kolonu zaútočili. Šlo o opakování podobného incidentu, který se stal v Sarajevu týden předtím.